# Zecche romane

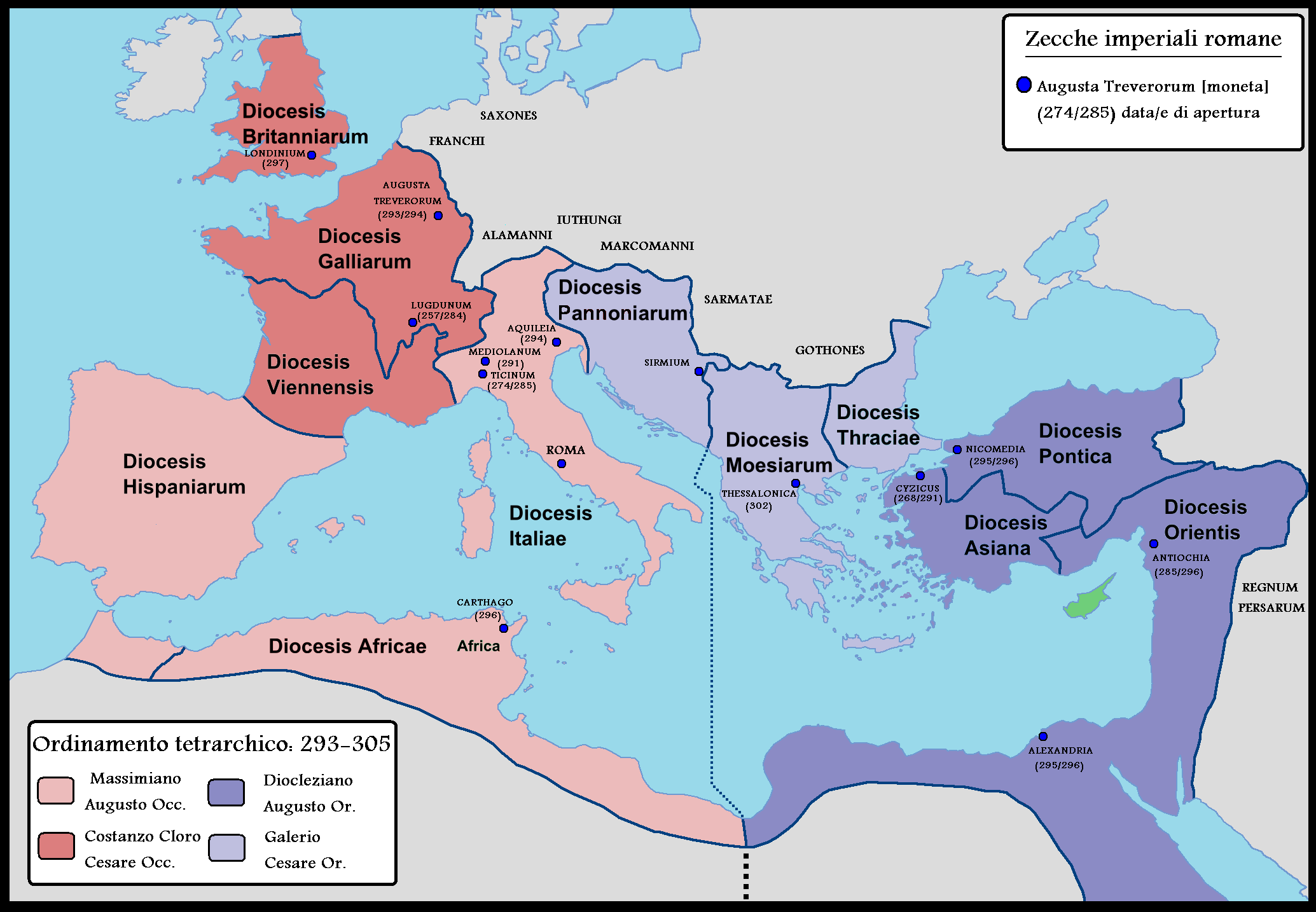
Le zecche romane al tempo della tetrarchia di Diocleziano (285-305) e delle successive guerre civili (306-324).

Il moltiplicarsi delle zecche, luogo dove si coniano le monete, è un fenomeno che appare tardi nell'Impero romano, a partire dalla crisi del III secolo.
Le zecche imperiali non vanno infatti confuse con quelle provinciali (dette impropriamente coloniali), che battevano moneta circolante solo su piccole frazioni dei territori dell'impero e che, con la riforma monetaria di Aureliano, furono abolite. Si trattava di centinaia di piccole zecche locali, presenti soprattutto nelle province orientali, che emettevano monete di bronzo.

## Diffusione delle zecche romane

### Periodo repubblicano
Sotto la Repubblica le monete venivano coniate esclusivamente a Roma: la zecca si trovava, inizialmente, nei pressi del tempio di Giunone Moneta, sull'Arx Capitolina. Responsabile della coniazione era un collegio di tre magistrati: i tresviri monetales.
Nel periodo repubblicano la centralizzazione era la regola. Solo eccezionalmente zecche mobili al seguito dell'esercito coniavano monete: ad esempio durante le guerre di Silla, Lucullo, Pompeo in Oriente o durante le guerre civili, sia quelle di Cesare contro Pompeo, sia in quelle successive.
Sotto Domiziano, a causa di un terribile incendio, la zecca di Roma fu spostata sul Celio, dove rimase fino alla fine del III secolo. Da allora fu spostata più volte.

### Alto Impero
Con la riforma di Augusto, il Senato emise le monete di bronzo (da cui il segno SC = Senatus Consulte), e la zecca imperiale conia quelle d'oro e d'argento.
La creazione, sempre sotto Augusto, di una seconda zecca imperiale a Lugdunum (Lione) nelle Gallie è un'eccezione, che viene posta a termine nel 78.
La spiegazione di questa eccezione di Lugdunum è ricondotta a due ipotesi: 
- alcuni ipotizzano il massiccio bisogno di numerario della Gallia, conquistata di recente e molto popolosa.
- più probabilmente, la permanenza prolungata in Gallia di Augusto tra il 15 a.C. ed il 13 a.C., oltre alla vicina presenza dell'esercito sul Reno, occupato nelle campagne nella Germania, possono giustificare la creazione di questa zecca.

La centralizzazione non escluse la presenza di piccole zecche provinciali per la coniazione dei numerari di minor valore ma di peso elevato, come il sesterzio di bronzo che pesa circa 25g.

### Tardo Impero
La crisi del III secolo e la militarizzazione del tardo Impero romano provocarono un primo decentramento e moltiplicarono le zecche vicine alle zone ad alta concentrazione di militari, dove la richiesta di monete era elevata. Inoltre le usurpazioni provocarono la nascita di zecche effimere, come Ambianum (Amiens) durante l'usurpazione di Magnenzio o Rotomagus (Rouen) con quella di Alletto.
Con la riforma monetaria di Aureliano del 274, quest'ultimo cercò di frenare la svalutazione della moneta agendo principalmente su due leve: sul valore dei nominali e sull'organizzazione delle zecche, che si erano affiancate a quella principale di Roma. Si trattava di una serie ridotta di zecche imperiali, create durante il periodo della crisi del III secolo e collocate soprattutto in posizioni strategiche. E se da una parte favorì il potenziamento di zecche provinciali imperiali, in modo che potessero operare in modo continuativo, non saltuario come accadeva prima, dall'altra parte ridusse i volumi della zecca di Roma, che impiegava un numero di addetti ormai imponente e difficile da gestire sul piano sociale, chiudendone ben 7 officine su 12, tra quelle preposte alla coniazione di moneta di mistura.
La riforma monetaria di Diocleziano iniziata dal 294 vide una seconda ondata di creazione di zecche, che erano distribuite nelle diverse province, ad eccezione della Hispania: Londra, Cartagine, Aquileia, Tessalonica, Nicomedia e Alessandria. Infine le successive capitali imperiali della tetrarchia favorirono l'apertura di qualche zecca supplementare.
Le invasioni del V secolo posero fine all'attività delle zecche occidentali e della zona danubiana.

## Funzionamento delle zecche
Una zecca implicava uno o più laboratori dove le monete venivano fisicamente realizzate. Per emettere una serie, il laboratorio incideva due coni (o matrici), uno per il dritto con il profilo dell'imperatore, l'altro per il rovescio con un disegno (il tipo) ed un'iscrizione (la legenda con i quali battere il tondello).
La materia prima, oro, argento, rame, stagno per il bronzo, proveniva dalle miniere, principalmente in Hispania (Spagna) e Dacia (Transilvania), fonti che andarono a esaurirsi verso il II secolo, e sempre più dal recupero dei prodotti della conquista di paesi ricchi: anche questa fonte si esaurì dopo la conquista della Dacia nel 105. La carenza di metalli preziosi, causa della crisi monetaria del III secolo, fu superata agli inizi del IV secolo con confische effettuate a spese dei templi pagani. Inoltre il recupero dei metalli continuò fondendo nuovamente le monete prese con le imposte.
Dai reperti arrivati a noi, la qualità della produzione è nell'insieme buona, con solo saltuari difetti di coniazione:
- monete spaccate o con fessure sui bordi,
- tipi fuori centro o spostamento dell'orientamento tra le due facce,
- rilievo scarso dovuto all'usura dei conii.

Le tecniche della produzione delle leghe di rame ed argento erano padroneggiate perfettamente: si coniavano i tondelli mescolando il rame parzialmente indurito con l'argento ancora fluido, per ottenere pezzi con la superficie argentata.
Nel IV secolo la produzione dei solidi era controllata così accuratamente prima dell'emissione che si otteneva una precisione del peso di ogni pezzo di 1/10 di grammo.

## Moneta come espressione imperiale
Nel III e nel IV secolo, la moltiplicazione del donativum ai soldati ad ogni salita al trono o per ogni grande avvenimento dell'Impero era spesso l'occasione per l'emissione di quantità di nuove monete, espressione della propaganda imperiale. I temi sono estremamente vari:
- celebrazione delle vittorie, realizzazioni o virtù dell'imperatore ed a volte quelle della moglie o dei suoi figli e probabili successori.
- rappresentazione di una divinità cara all'imperatore: Apollo, il Genio di Roma, il Sol Invictus sotto Aureliano, Giove ed Ercole durante la tetrarchia, il crismon per Costantino I e i suoi successori.
- veri e propri slogan politici: CONCORDIA MILITUM: la concordia dei soldati. FIDES EXERCITUS: la fedeltà dell'esercito; PAX AETERNA: pace eterna, etc.

## Segni di zecca
Ogni zecca generalmente segnava il rovescio dei pezzi di sua produzione con l'abbreviazione del suo nome. Se esistevano più officine, erano precisate tramite una lettera, latina o greca, che in genere precedeva la sigla della zecca, ad esempio A.L, B.L, C.L, D.L per le quattro officine di Lugdunum, o la serie P(rima), S(ecunda), T(ertia), Q(uarta) per altre zecche.
Dal IV secolo i segni di zecca si complicarono con l'impiego di prefissi o di suffissi. Ad esempio la zecca di Tessalonica (TS o TES) usò anche:
- SMTS, per S(acra) M(oneta), moneta sacra, cioè intoccabile (in altri termini, la tosatura è vietata).
- TESOB, per OB(ryziacus), cioè in oro puro, segno di certificazione introdotta da diverse zecche dal 368.

## Elenco delle zecche imperiali romane
Le zecche monetarie conobbero a volte delle interruzioni momentanee della loro attività, secondo la situazione politica locale. La tabella che segue non ne tiene generalmente conto. Durante il Basso Impero, le zecche attive (quelle centrali, non quindi provinciali) furono le seguenti:
| Zecca                             | Provincia              | Periodo di attività                                                                       | Segno di zecca |
| --------------------------------- | ---------------------- | ----------------------------------------------------------------------------------------- | --- |
| Alexandria (Alessandria d'Egitto) | Egitto                 | dopo il 294 (prima era una zecca provinciale)                                             | AL, ALE, ALEX, SMAL |
| Ambianum (Amiens)                 | Gallia Belgica         | da 350 a 353                                                                              | AMB, AMBI |
| Antiochia (Antakya)               | Siria                  | zecca provinciale ante 240 zecca imperiale da Diocleziano-Galerio (285/296) al VII secolo | AN, ANT, ANTOB, SMAN |
| Aquileia (Aquileia)               | Italia                 | dopo il 294 fino al 452                                                                   | AQ (AQuileia); SMAQ (Sacra Moneta AQuileiae); AQA (AQuileia, officina "A"?); AQB (AQuileia, officina "B"?); AQP (AQuileia Prima officina) o AQUILP o SMAQP; AQMOS (AQuileia Moneta Secunda officina) o AQS o AQUILS o SMAQ o SMAQS; AQT (AQuileia Tertia officina) o AQΓ (numerale greco) o AQUILT o SMAT o TAQ (altre forme per terzia officina); AQOB (AQuileia OBrizyacum = oro depurato, puro); AQPS (AQuileia PuStulatum = argento puro); AQUIL; un'Aquila entro ghirlanda; COM OB AQ (COMes OBrizyacum AQuileiae = preposto all'oro puro); MAQ (Moneta AQuileiae); AVIL. |
| Arelate (Arles)                   | Gallia Narbonese       | da 313 a 475                                                                              | A, AR, ARL, CON, CONST, KON, KONSTAN |
| Augusta Treverorum (Treviri)      | Germania inferiore     | da 293/294 a 411                                                                          | TRE, TROB, TR, ATR, STR, BTR, IITR, PTR, PTRE, SMTR, SMTRP, SMTRS, TRB, TRS, TRP, TROB, TRPS |
| Barcino (Barcellona)              | Hispania Tarraconensis | da 409 a 411                                                                              | BA, SMBA |
| Camulodunum (Colchester)          | Britannia              | dal 286 al 296 (?)                                                                        | C, CL, SP |
| Carnuntum (Petronell-Carnuntum)   | Pannonia superiore     | 260                                                                                       | Immagine Regaliano e la moglie Sulpicia Dryantilla |
| Carthago (Cartagine)              | Africa                 | dal 296 al 311                                                                            | K, KAR, KART, PK, PKΓ, PKΔ, PKA, PKB, PKP, PKS, PKT |
| Colonia Agrippinensium (Colonia)  | Germania inferiore     | dal 257 al 274                                                                            | ? |
| Costantinopolis (Istanbul)        | Tracia                 | dopo 330                                                                                  | C, CP, CON, CONS, CONSP, CONOB |
| Cyzicus                           | Asia                   | da Gallieno a Numeriano; da 291 a ?                                                       | CVZ, CVZIC, CYZ, CYZIC, CVZICEN, K, KV, KVZ, KY, SMK |
| Heraclea Sintica                  | Tracia                 | da 291 alla chiusura sotto Leone I                                                        | H, HER, HERAC, HERACI, HERACL, HT, SMH |
| Londinium (Londra)                | Britannia              | dopo 294                                                                                  | AVG, AVGOB, AVGPS, L, LI, LN, LON, ML, MLL, MLN, MSL, PLN, PLON, |
| Lugdunum (Lione)                  | Gallia Lugdunense      | da 15 a.C. a 78 d.C.; da 257/274 al 413                                                   | L, LG, LVGD, LVGPS, PLG, LA, LB, PL, LP |
| Mediolanum (Milano)               | Italia                 | dal 259 al 274; dal 291 al 327; dal 352 al 404 (?); 452 al 475                            | MD, MED, MDOB, MDPS |
| Nicomedia (İzmit)                 | Asia                   | dopo 294                                                                                  | MN, N, NIC, NICO, NIK, SMN |
| Ostia (Ostia)                     | Italia                 | da 308 a 313                                                                              | MOST, OST |
| Ravenna (Ravenna)                 | Italia                 | dal 402/406 al 455                                                                        | RAV, RV, RVPS |
| Roma (Roma)                       | Italia                 |                                                                                           | R, RM, ROM, ROMA, ROMOB, SMR, VRB |
| Sirmium (Sremska Mitrovica)       | Pannonia               | dal 320/326 al 397                                                                        | SIR, SIRM, SM, SIROB |
| Siscia (Sisak)                    | Pannonia Savia         | verso 262 al 387                                                                          | S, SIS, SISC, SISCPS |
| Serdica (Sofia)                   | Tracia                 | attiva sotto Aureliano da 303 al 308                                                      | SER, SERD, SD, SMSD |
| Tessalonica (Salonicco)           | Macedonia              | dal 302 (o poco prima) fino al VI secolo                                                  | SMTS, TS, TES, TESOB, TH, THS, THSOB, TS, TSA |
| Ticinum (Pavia)                   | Italia                 | da 274 a 326/327                                                                          | T, TT, PT, ST, BT, QT |
| Tripolis (Tripoli (Libano))       | Siria                  | al tempo di Aureliano                                                                     | ? |
| Viminacium (Kostolac)             | Mesia superiore        | da 239 a 268 ca.                                                                          | COL, VIM |